# Neolasioptera diplaci
Neolasioptera diplaci är en tvåvingeart som först beskrevs av Ephraim Porter Felt 1912.  Neolasioptera diplaci ingår i släktet Neolasioptera och familjen gallmyggor.
Artens utbredningsområde är Kalifornien. Inga underarter finns listade i Catalogue of Life.